# Riwandi Wahit
Riwandi Wahit (Sendawar, 6 marzo 1981) è un ex calciatore bruneiano, di ruolo attaccante.

## Carriera

### Nazionale
Tra il 1999 ed il 2009 ha totalizzato complessivamente 14 presenze e 2 reti nella nazionale bruneiana.